# Totalfotboll
Totalfotboll är en spelstil inom fotboll som kännetecknas av att nästan alla spelare i ett lag kan spela på nästan alla positioner på spelplanen.
Totalfotbollen började praktiseras under 1970-talet med dess främsta företrädare i det ukrainska laget Dynamo Kiev (två internationella cupvinster), Nederländernas och Västtysklands fotbollslandslag samt ländernas olika klubblag (AFC Ajax, Borussia Mönchengladbach med flera). En spelare som förknippas med begreppet är Nederländernas Johan Cruijff. 

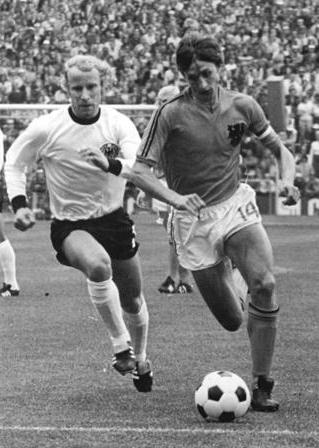
Johan Cruijff (höger) spelar i nederländska landslaget i VM-finalen Västtyskland 1974.

Totalfotbollen handlar om att spelare byter positioner vartefter spelet utvecklar sig, och på så sätt kan bibehålla den ursprungliga taktiska formationen trots att varje enskild spelare kanske inte befinner sig precis där det på pappret ser ut att han/hon skulle vara. Detta kräver att varje spelare är duktig på att utföra både offensiva och defensiva uppgifter och kräver mycket av spelaren både i form av kondition och teknik. Den tränare som anses ha "uppfunnit" totalfotbollen är holländaren Rinus Michels, men detta är halva sanningen; Ukrainske tränaren Valerij Lobanovskij skapade samtidigt samma spelstil.[källa behövs]
Totalfotbollen är i grunden en mycket offensiv spelstil. En viktig grundbult är tanken att motståndarna inte kan göra mål så länge man själva håller i bollen. Catenaccio-taktiken från Italien betraktas ofta som en motsats till totalfotbollen, medan totalfotbollen också kan ses som en vidareutveckling av catenaccio då totalfotbollen bygger på samma grundtanke att kontrollera bollen inom det egna laget och därmed släppa in färre mål än motståndarna och utnyttja motståndarnas misstag.
Som tränare för AFC Ajax hade Rinus Michels stora framgångar med totalfotbollen. Ajax vann Mästarcupen/Europacupen för mästarlag (nuvarande Uefa Champions League) tre år i rad 1971–1973 och i finalen 1972 besegrade man Inter (2-0) som många ansåg vara catenacciofotbollens främsta företrädare.
När Michels blev landslagstränare för Nederländerna och så småningom tränare för FC Barcelona exporterade han totalfotbollen dit. Med totalfotbollen nådde Nederländerna finalen i fotbolls-VM både 1974 och 1978, samt vann EM 1988. 1988 blev Johan Cruijff tränare för Barcelona och "återinförde" totalfotbollen till den spanska storklubben med en mycket offensiv 3-4-3 uppställning (senare modifierad till 4-3-3). Laget hade mycket stora framgångar med 4 raka ligatitlar 1991–1994 samt seger i Europacupen 1992. Än idag spelar Barcelona med ett spelsystem som påminner mycket om totalfotbollen så som den praktiserades av Michels med ett snabbt passningsspel och stort bollinnehav på offensiv planhalva. Barcelonas tränare mellan 2008 och 2012, Josep Guardiola, var spelfördelare i Barcelona under stora delar av Cruyffs tid som tränare i klubben.